# Bergtjärnen (Lycksele socken, Lappland, 716679-163025)
Bergtjärnen är en sjö i Lycksele kommun i Lappland och ingår i Umeälvens huvudavrinningsområde.